# Terese

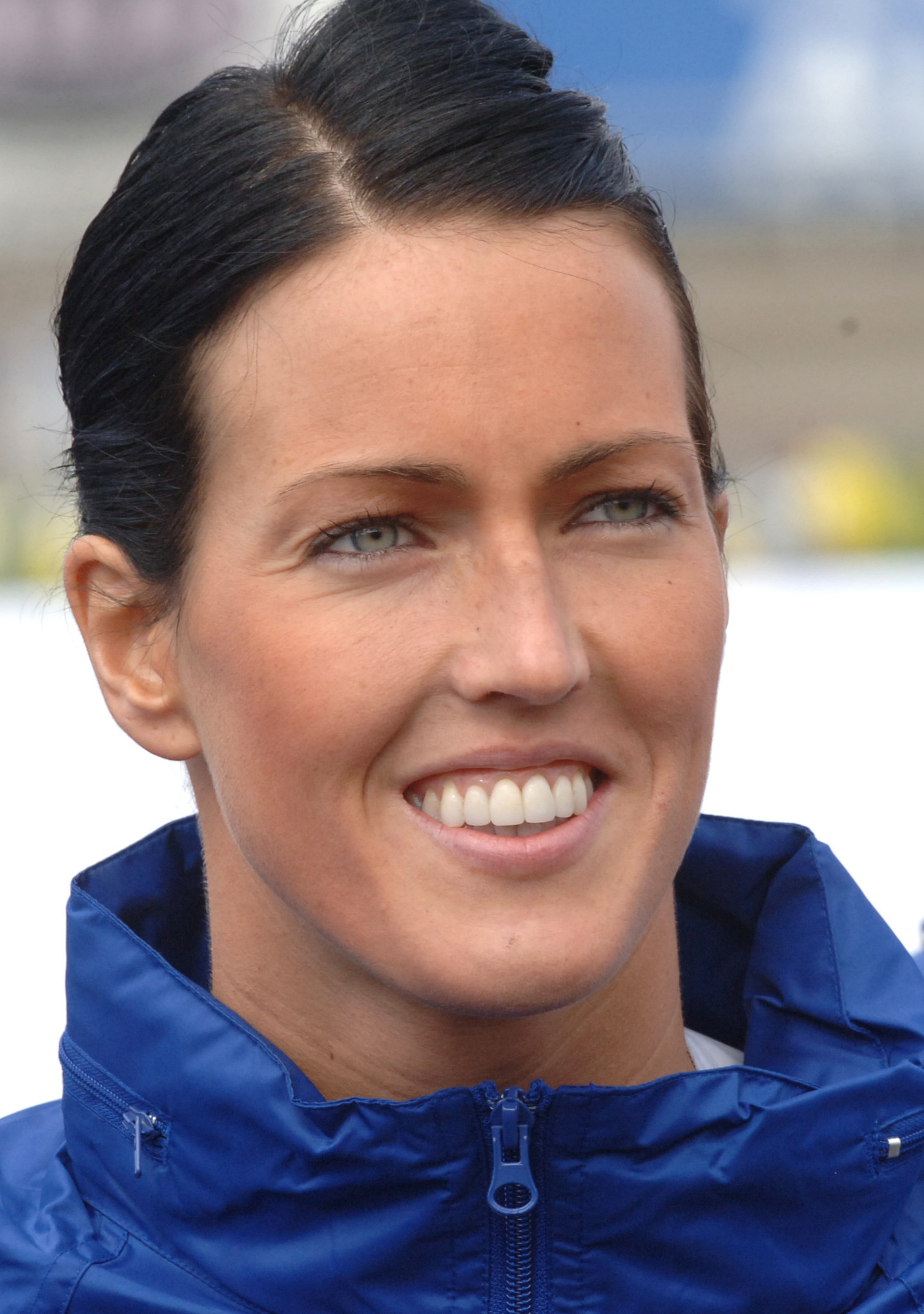
Therese Alshammar, 2013.

Kvinnonamnet Terese, Teresa, Therese eller Theresa kommer från Thérèse, den franska formen av det grekiska namnet Theresia. Det grekiska namnet betydde sannolikt ursprungligen 'jägarinna' eller 'skördare'. Namnet har även tolkats som 'kvinna från Thera', efter medelhavsön Thera, eller som härlett ur det grekiska verbet "θήρίζεἰν" (thérizein) med innebörden "skörda".
Det finns 42, mer eller mindre fantasifulla, stavningsvarianter av namnet.
Namnet är vanligt för personer födda under 1980-talet.
31 december 2005 fanns det totalt 40 255 personer i Sverige med namnet Terese/Therese varav 16 633 med det som tilltalsnamn.
År 2003 fick 419 flickor något av namnen, varav 51 fick det som tilltalsnamn.
Namnsdag: I Sverige 26 april. I den finlandssvenska namnsdagslängden har Terese namnsdag 26 april sedan 1950. Formen Teresa infördes i namnsdagskalendern år 2000.

## Personer med namnet Terese eller övriga namnversioner
- Therese Alshammar, svensk simmare, bragdmedaljör
- Thérèse Andersson, svensk sångare och skådespelare
- Teresa av Ávila, katolskt helgon
- Thérèse av Jesusbarnet, katolskt helgon
- Teresa Berganza, spansk operasångerska
- Theresa Berkley, engelsk dominatrix
- Therese Borssén, svensk utförsåkare
- Thérèse Brunnander, svensk skådespelare
- Thérèse Coquerelle (Isabelle Aubret), fransk sångerska
- Terese Cristiansson, svensk journalist och författare
- Thérèse Elfforss, svensk skådespelare och teaterledare
- Terese Fredenwall, svensk sångerska och gitarrist
- Therese Grankvist, svensk sångerska
- Therese Johaug, norsk längdskidåkare och långdistanslöpare
- Therese Jönsson, svensk fotbollsspelare
- Therese Karlsson, finländsk sångerska och skådespelare
- Therése Lindgren, svensk videobloggare, influerare, entreprenör och författare
- Therese Lundin, svensk fotbollsspelare
- Therese Merkel, svensk sångerska och låtskrivare
- Therése Neaimé, svensk-libanesisk sångare, låtskrivare, föreläsare och dansare
- Therese Rajaniemi, svensk fackföreningsperson, politiker och inköpschef
- Thérèse Raquin, fransk litterär figur och boktitel av Émile Zola
- Therese Sjögran, svensk fotbollsspelare, VM-silver 2003
- Therése Sjölander, svensk ishockeyspelare, OS-silver 2006
- Thérésa Tallien, fransk salongsvärd, adelsdam och politisk aktör
- Therese Torgersson, svensk seglare, OS-brons 2004
- Moder Teresa, albansk-indisk nunna, mottagare av Nobels fredspris 1979